# Oribella pectinata
Oribella pectinata är en kvalsterart som först beskrevs av Michael 1885.  Oribella pectinata ingår i släktet Oribella och familjen Oribellidae. Inga underarter finns listade i Catalogue of Life.